# Lepturges serranus
Lepturges serranus är en skalbaggsart som beskrevs av Monné 1976. Lepturges serranus ingår i släktet Lepturges och familjen långhorningar. Inga underarter finns listade i Catalogue of Life.